# متحف ونصب كوشيموتو التذكاري التركي
متحف ونصب كوشيموتو التذكاري التركي (باليابانية: トルコ軍艦遭難記念碑)، المعروف أيضًا باسم متحف ونصب الفرقاطة أرطغرل التذكاري (بالتركية: Ertuğrul Anıtı ve Müzesi)‏، هو نصب تذكاري ومتحف لإحياء ذكرى بحارة الفرقاطة العثمانية أرطغرل التي غرقت في عام 1890 قبالة كوشيموتو، واكاياما في اليابان.